# Thetys vagina
Thetys vagina är en ryggsträngsdjursart som beskrevs av Wilhelm Gottlieb von Tilesius von Tilenau 1802. Thetys vagina ingår i släktet Thetys och familjen bandsalper. Inga underarter finns listade i Catalogue of Life.